# Lód XVII
Lód XVII – heksagonalna, metastabilna odmiana lodu.

## Charakterystyka
Sieć krystaliczną takiego lodu tworzą przenikające się spiralne łańcuchy cząsteczek wody o topologii zbliżonej do kwarcu. Został on wytworzony w 2016 roku z lodu nasyconego molekularnym wodorem. W wysokim ciśnieniu (ok. 400 MPa) wodór interkaluje między warstwami lodu, zamiast tworzyć typowe klatraty. Poprzez podgrzewanie takiego lodu w próżni przez około godzinę w temperaturze 110–120 K można usunąć wodór, pozostawiając metastabilną heksagonalną strukturę. Ma ona helikalne mikropory o średnicy ~0,3 nanometra i lód XVII readsorbuje wodór, jeśli się z nim zetknie. Ma on grupę przestrzenną P6122. Powyżej 130 K ta forma przechodzi w zwykły lód Ih. Wiązania wodorowe w lodzie XVII nie są uporządkowane przestrzennie. Jego gęstość równa 0,85 g/cm³ jest niższa niż typowego lodu lodu Ih, ale wyższa niż lodu XVI.